# 조반니 마르케세
조반니 마르케세(이탈리아어: Giovanni Marchese, 1984년 10월 17일 ~ )는 이탈리아의 전 축구 선수이다.